# Ciudad Pegaso
Ciudad Pegaso es una colonia del barrio de Rejas, perteneciente al distrito de San Blas-Canillejas en Madrid, que se inauguró en 1956 con el objetivo de facilitar viviendas a los trabajadores de la empresa estatal ENASA. Se encuentra en el punto kilométrico 10 de la autovía A-2, en su confluencia con el final de la calle de Alcalá.
El barrio toma el nombre de la marca de camión más conocida de los que fabricaba ENASA: Pegaso. Las viviendas las alquilaba la empresa a sus empleados por un precio casi simbólico; años después, fueron vendidas a los inquilinos. Desde el principio contó con una serie de servicios poco usuales en la España de los años 50: colegio con amplias instalaciones deportivas, piscinas, cine, locales de uso social, consultorio médico, iglesia y zonas verdes en torno a los edificios.
La categoría de las viviendas variaba según el tipo de empleados a quien estaban destinadas. Básicamente eran de tres tipos: viviendas en edificios en altura, de tres o cuatro habitaciones, destinadas a la mayor parte de los trabajadores. Un segundo tipo, mucho menos numeroso, lo constituían viviendas agrupadas de cuatro en cuatro, casi unifamiliares, con un amplio jardín, estaban destinadas a técnicos cualificados, peritos y cargos medios de la empresa. El tercer tipo lo constituían diez grandes chalés, de más de 300 m² y un gran jardín, destinadas a ingenieros y directivos de ENASA.
Si bien Ciudad Pegaso dejó de tener relación con ENASA cuando las viviendas pasaron a ser propiedad de los antiguos inquilinos, la morfología del barrio sigue siendo la misma que cuando se construyó, tanto en el plano como en los edificios que la componen.
Una de sus curiosidades es que todo el barrio lo forman sus calles numeradas. Así, podemos encontrar calles y avenidas que van desde la calle uno a la calle once excepto una plaza situada a la entrada del barrio, denominada Plaza de San Cristóbal.

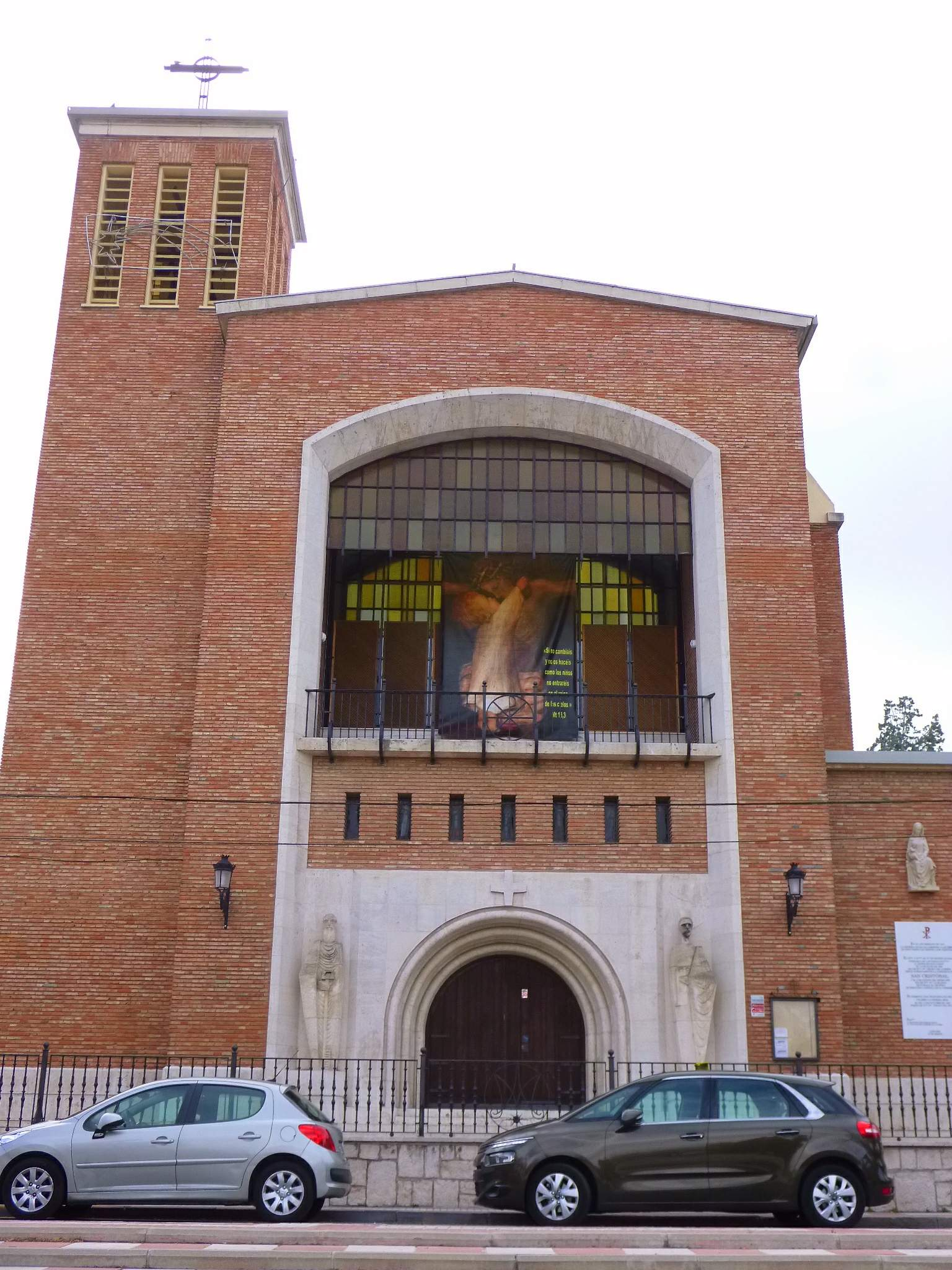
La iglesia parroquial de San Cristóbal.

Las fiestas de Ciudad Pegaso se celebran en torno al día de San Cristóbal, advocación de la iglesia parroquial establecida en la colonia desde su fundación (es el patrón de los conductores, lo que le relaciona con la industria a la que se dedicaba). Entre otras actividades, se celebra una procesión en que se bendicen automóviles.